# Popovca, Cantemir
Popovca este un sat din cadrul comunei Lingura din raionul Cantemir, Republica Moldova.

## Demografie

### Structura etnică
Structura etnică a localității conform recensământului populației din 2004:
| Grup etnic                    | Populație | % Procentaj |
| ----------------------------- | --------- | ----------- |
| Băștinași declarați Moldoveni | 6         | 100%        |
| Total                         | 6         |             |